# St. Peter, Minnesota
St. Peter är administrativ huvudort i Nicollet County i Minnesota. Vid 2020 års folkräkning hade St. Peter 12 066 invånare.